# Apollonio Di Bilio
Apollonio Di Bilio (Castrogiovanni, 25 marzo 1885 – Roma, 20 maggio 1916) è stato un pittore italiano.

## Biografìa
Nacque a Castrogiovanni, l'odierna Enna, il 25 marzo del 1885.
Sin da ragazzo manifestò una buona disposizione verso i colori e i pennelli. Apollonio crebbe in un ambiente che lo stimolava fortemente verso la pittura. Nei primi decenni del secolo la città di Enna viveva un fervore di rinnovamento in ogni settore dell'arte.
La tradizione pittorica, sulla strada aperta da Saverio Marchese (1806-1859), era ancor più valorizzata da Paolo Vetri (1855-1937) che, pur risiedendo e operando a Napoli e in Campania, non interrompeva il filo che lo legava alla sua città natale dove ritornava periodicamente per visitare i suoi genitori.
Nello stesso periodo fiorivano a Enna, nella letteratura, Nino Savarese (1882-1945) e Alfredo Rutella (1901-1957), nella musica, Antonio Pregadio (1815-1900), Antonio Rizzo (1838-1923) e Francesco Paolo Neglia (1874-1932).
Altra grande figura di quegli anni fu quella di Sebastiano Sberna (1870-1942) scultore ed ebanista ennese che operò a Firenze, a Maglie, a Scorrano e a Catania.
Fu proprio Paolo Vetri a notare la particolare propensione di Apollonio Di Bilio verso l'arte pittorica, a incoraggiarlo e a portarlo con sé come allievo a Napoli. Di Bilio divenne ben presto un abile e stimato ritrattista. Sposò Emilia Gervasi (1886-1967) da cui ebbe due figlie Maria e Rosetta.
Eseguì un ciclo di affreschi in casa Livoti a Enna, affreschi in una casa gentilizia di Villarosa,  e nel soffitto del Salone della Provincia a Caltanissetta oltre a numerose altre opere ora a Napoli e a Roma.
È di Apollonio Di Bilio il ritratto di papa Benedetto XV custodito nel Duomo di Enna.
Altre importanti opere di Apollonio Di Bilio, che si trovano attualmente nella città di Enna, sono i dipinti: Autoritratto, Nudo, La madre, Pene d'amore, L'ora del the, La figlia Maria.
La morte lo colse a Roma il 20 maggio 1916 interrompendo crudelmente quella che sarebbe potuta essere un'esistenza colma di successi e ricca di magnifiche opere d'arte.
La città di Enna gli ha intitolato una strada.